# 2017-es magyar fedett pályás atlétikai bajnokság
A 2017-es magyar fedett pályás atlétikai bajnokság a 43. bajnokság volt. A többpróba számait február 11–12-én a BOK Sportcsarnokdban, a súlylökést február 25-én Szombathelyen tartották.

## Eredmények

### Férfiak
| Versenyszám      | Arany                                                                   | Arany    | Ezüst                                                              | Ezüst    | Bronz                                                         | Bronz                 |
| ---------------- | ----------------------------------------------------------------------- | -------- | ------------------------------------------------------------------ | -------- | ------------------------------------------------------------- | --------------------- |
| 60 m             | Sipos János Szolnoki MÁV                                                | 6,71     | Illovszky Dominik Bp. Honvéd                                       | 6,86     | Boros Bence Szolnoki MÁV                                      | 6,88                  |
| 200 m            | Pálmai Márk Bp. Honvéd                                                  | 21,77    | Bézsenyi Gergely Bp. Honvéd                                        | 21,86    | Győri Árpád Debreceni SC-SI                                   | 22,15                 |
| 400 m            | Együd Máté TFSE                                                         | 48,77    | Koroknai Tibor Debreceni SC-SI                                     | 48,88    | Vigvári Szabolcs Bp. Honvéd                                   | 49,37                 |
| 800 m            | Vindics Balázs Bp. Honvéd                                               | 1:49,26  | Kiss Gergő VEDAC                                                   | 1:50,13  | Együd Máté TFSE                                               | 1:51,49               |
| 1500 m           | Kazi Tamás Debreceni SC-SI                                              | 3:40,05  | Kiss Gergő VEDAC                                                   | 3:51,58  | Szögi István VEDAC                                            | 3:51,94               |
| 3000 m           | Kovács Benjámin Bp. Honvéd                                              | 8:01,26  | Szögi István VEDAC                                                 | 8:12,69  | Pápai Márton Debreceni SC-SI                                  | 8:18,90               |
| 4 × 400 m        | Győri Árpád Gutema Emanuel K. Nagy Tamás Koroknai Tibor Debreceni SC-SI | 3:20,67  | Boda Boldizsár Kása Tibor Galambos Martin Kemény Dávid Haladás VSE | 3:21,77  | Várady Bálint Nagy Ábris Kovács Gergely Fekete Gábor Titán TC | 3:26,32               |
| 60 m gát         | Baji Balázs Békéscsabai AC                                              | 7,53     | Kemenes Ákos Bp. Honvéd                                            | 8,52     | Rády Zoltán Dunakeszi VSE                                     | 8,60                  |
| 5000 m gyaloglás | Venyercsán Bence Bp. Honvéd                                             | 20:25,82 | Kovács Soma MVSI                                                   | 21:58,17 | Több induló nem volt.                                         | Több induló nem volt. |
| magasugrás       | Bakosi Péter Nyíregyházi SC                                             | 2,19 m   | Agárdi Péter Bp. Honvéd                                            | 2,08 m   | Horváth Csaba Ikarus BSE                                      | 2,04 m                |
| rúdugrás         | Böndör Dániel AC Bonyhád                                                | 4,80 m   | Horváth Márton MTK                                                 | 4,70 m   | Simonváros Csanád Gödöllői EAC                                | 4,60 m                |
| távolugrás       | Virovecz István Ferencvárosi TC                                         | 7,71 m   | Bánhidi Bence Postás SE                                            | 7,40 m   | Pál Robin Nyíregyházi SC                                      | 7,38 m                |
| hármasugrás      | Galambos Tibor Ferencvárosi TC                                          | 15,70 m  | László Dávid Győri AC                                              | 15,66 m  | Prekli Zoltán Ferencvárosi TC                                 | 15,38 m               |
| súlylökés        | Kürthy Lajos Mohácsi TE                                                 | 17,88 m  | Savanyú Péter Tamási AC                                            | 17,41 m  | Rakovszky Tibor Maximus SE                                    | 17,37 m               |
| hétpróba         | Kemenes Ákos Bp. Honvéd                                                 | 4127     | Hegedűs Mátyás Alba Regia AK                                       | 3694     | Kútsági Bálint ELTE SE Sashegyi Gepárdok                      | 3487                  |

### Nők
| Versenyszám      | Arany                                                                     | Arany    | Ezüst                                                   | Ezüst    | Bronz                                                            | Bronz    |
| ---------------- | ------------------------------------------------------------------------- | -------- | ------------------------------------------------------- | -------- | ---------------------------------------------------------------- | -------- |
| 60 m             | Nguyen Anasztázia MTK                                                     | 7,42     | Kozák Luca Debreceni SC-SI                              | 7,52     | Kaptur Éva Bp. Honvéd                                            | 7,53     |
| 200 m            | Nádházy Evelin Bp. Honvéd                                                 | 24,59    | Ferenczi Melinda Zalaegerszegi AC                       | 24,81    | Molnár Janka Budafoki MTE                                        | 25,03    |
| 400 m            | Nádházy Evelin Bp. Honvéd                                                 | 55,38    | Molnár Janka Budafoki MTE                               | 55,61    | Kéri Bianka VEDAC                                                | 55,76    |
| 800 m            | Kéri Bianka VEDAC                                                         | 2:06,02  | Takács Eliza Győri AC                                   | 2:18,16  | Tóth Virág Dombóvári Vasutas                                     | 2:25,65  |
| 1500 m           | Kószás Kriszta Győri AC                                                   | 4:25,88  | Böhm Lilla Bp. Honvéd                                   | 4:26,69  | Ohn Kinga BEAC                                                   | 4:34,45  |
| 3000 m           | Kószás Kriszta Győri AC                                                   | 9:35,72  | Böhm Lilla Bp. Honvéd                                   | 9:36,28  | Tóth Lili Anna Dombóvári Vasutas                                 | 9:41,64  |
| 4 × 400 m        | Nádházy Evelin Kaptur Éva Sajtos Anna Zsivoczky-Farkas Györgyi Bp. Honvéd | 3:43,51  | Göncz Anna Csorba Eszter Renkó Evelin Kéri Bianka VEDAC | 3:52,67  | Budai Boglárka Punk Adrienn Darabos Aliz Mátó Sára Alba Regia AK | 3:54,24  |
| 60 m gát         | Kerekes Gréta Debreceni SC-SI                                             | 8,30     | Kozák Luca Debreceni SC-SI                              | 8,30     | Sorok Klaudia Győri AC                                           | 8,32     |
| 3000 m gyaloglás | Kovács Barbara Békéscsabai AC                                             | 13:03,53 | Récsei Rita Bp. Honvéd                                  | 13:03,66 | Torma Anett Kaposvári AC                                         | 13:09,51 |
| magasugrás       | Zsivoczky-Farkas Györgyi Bp. Honvéd                                       | 1,80 m   | Krizsán Xénia MTK                                       | 1,74 m   | Kárpáti Enikő Psn Zrt                                            | 1,70 m   |
| rúdugrás         | Siskó Zsófia Alba Regia AK                                                | 4,00 m   | Szabó Diana MTK                                         | 4,00 m   | Klekner Hanga Debreceni SC-SI                                    | 3,80 m   |
| távolugrás       | Schmelcz Fanny TFSE                                                       | 6,20 m   | Zsivoczky-Farkas Györgyi Bp. Honvéd                     | 6,10 m   | Lesti Diana Kecskeméti ARC                                       |          |
| hármasugrás      | Hoffer Krisztina Tatabányai SC                                            | 13,08 m  | Indaia Ivett Szekszárdi Sportközpont                    | 11,95 m  | Gyurka Borbála Favorit AC                                        | 11,94 m  |
| súlylökés        | Márton Anita Békéscsabai AC                                               | 18,75 m  | Veiland Violetta Zalaegerszegi AC                       | 14,80 m  | Váradi Krisztina Maximus SE                                      | 14,47 m  |
| ötpróba          | Krizsán Xénia MTK                                                         | 4533     | Szabó Beatrix MTK                                       | 3908     | Tóth Rebeka Újpesti TE                                           | 3780     |